# 무라코소 고헤이
무라코소 고헤이(일본어: 村社 講平, 1905년 8월 29일 ~ 1998년 7월 8일)는 일본의 육상 선수이다.
그는 1936년 올림픽에 출전했고 5000m와 10000m 경기에서 4위를 했다.
무라코소는 주오 대학교를 졸업한후 가와사키 중공업에서 일했다.
2차 세계 대전 이후 그는 군대에서 제대했고 마이니치 신문 소속 육상 기자로 일했다.
그는 92세때 급성 호흡 부전으로 사망했다.